# كريستيان جيوردانو
كريستيان جيوردانو هو عالم إنسان سويسري، ولد في 27 أكتوبر 1945 في لوغانو في سويسرا، وتوفي في 2018.